# Konstantin IV. (Byzanz)

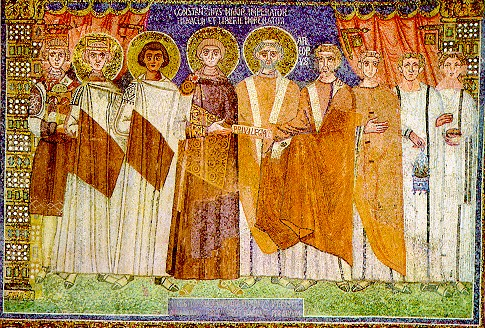
Konstantin IV. und sein Gefolge. Mosaik in Sant’Apollinare in Classe (Ravenna).

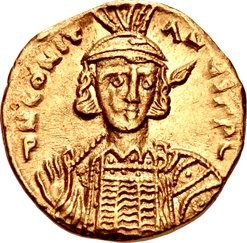
Solidus Konstantins IV.

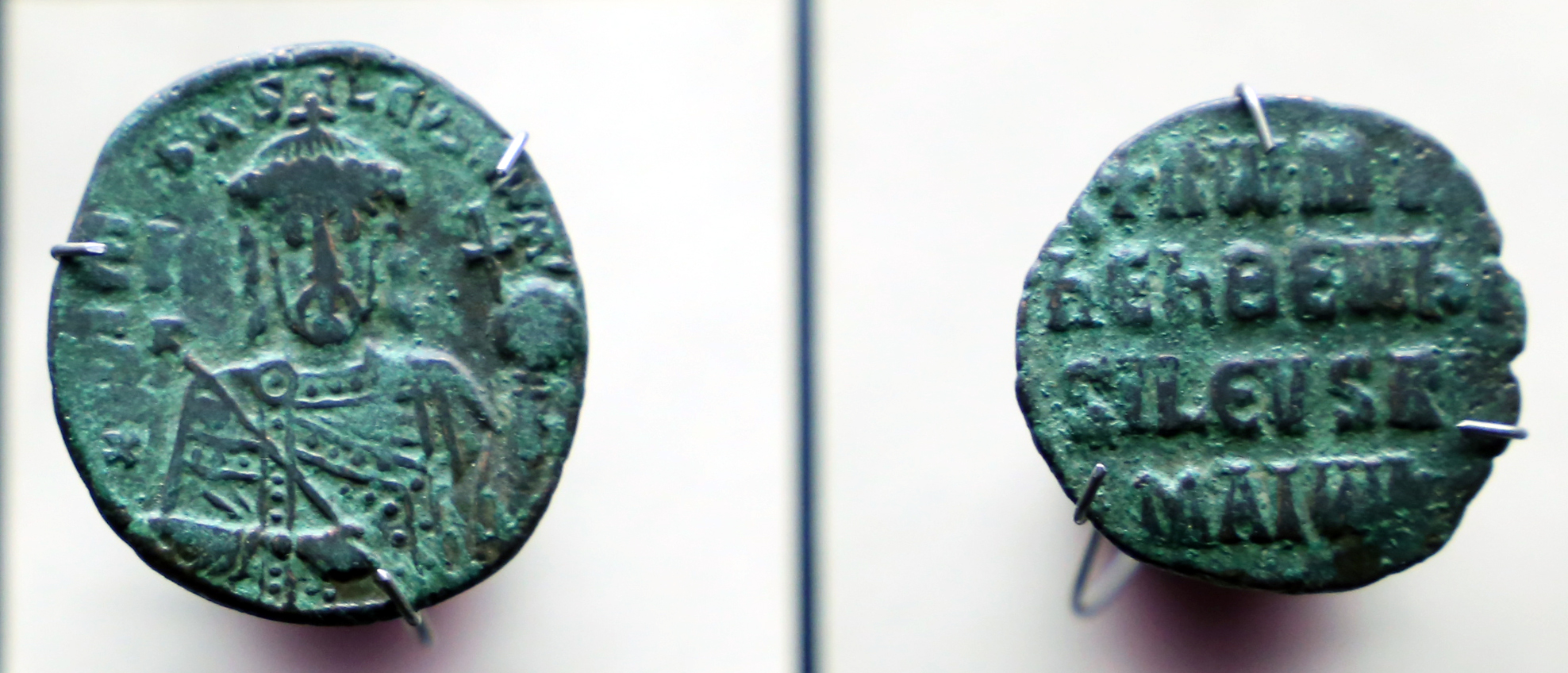
Follis

Konstantin IV. (* um 650; † 685; lateinisch Flavius Constantinus, mittelgriechisch Κωνσταντίνος Δʹ) war von 668 bis 685 byzantinischer Kaiser. Er war der älteste Sohn Kaiser  Konstans’ II., hatte zwei Brüder (Herakleios und Tiberios) und war mit einer Frau namens Anastasia verheiratet. Der ihm bisweilen zugeschriebene Beiname Pogonatos (Πωγωνάτος, „der Bärtige“) dürfte in Wahrheit auf seinen Vater zu beziehen sein.

## Regierung
Während der letzten Jahre seines Lebens hatte Konstans seine Residenz nach Sizilien verlegt und vergeblich verlangt, seine Söhne und Mitkaiser und deren Mutter Fausta Arschakuni sollten ihm dorthin folgen. Als Konstans dann 668 ermordet worden war, wurde in Syrakus der Armenier Mizizios zum Augustus (Kaiser) ausgerufen. Nach Ausweis einiger Quellen soll Konstantin IV. daraufhin persönlich mit einer Flotte von Konstantinopel nach Sizilien gesegelt sein, um die Usurpation niederzuschlagen; ob dies zutrifft, ist in der Forschung umstritten. Sicher ist nur, dass Mizizios nach wenigen Monaten sein Ende fand. Die Erhebung des Saborios scheiterte, da dieser bei einem Unfall ums Leben kam.
Konstantin, der seine beiden Brüder 681 absetzte und verstümmeln ließ, um sie von der Macht auszuschließen, konnte einige wichtige Erfolge für sich verbuchen. So wehrte er (der traditionellen Quellenüberlieferung folgend) 678 die erste Belagerung Konstantinopels durch die Araber ab, wobei er deren Flotte vernichtend schlagen konnte. In der neueren Forschung ist jedoch inzwischen umstritten, ob es von 674 bis 678 zu einer kontinuierlichen Belagerung der Hauptstadt kam; eventuell handelte es sich um eine Blockade bzw. verschiedene arabische Angriffswellen.
Jedenfalls mussten die Araber um 680 mit ihm einen auf 30 Jahre befristeten Friedensvertrag abschließen, der sogar arabische Tributzahlungen einschloss. Konstantin profitierte dabei von innerarabischen Kämpfen im Kalifat und verschaffte seinem Reich eine dringend notwendige Erholungsphase. Ein weiterer Erfolg war die Integration der Sermesianoi, offenbar Nachfahren der römischen Provinzialbevölkerung in Pannonien und der dort 616 angesiedelten römischen Gefangenen, die unter Führung des Bulgarenfürsten Kuwer 680 nach Makedonien gezogen waren, wo Kuwer ein eigenes Khaganat errichtet hatte. Ein von Berbern und dem Exarchen von Karthago gemeinsam erzielter Abwehrerfolg gegen die Araber bei Biskra 683 in Nordafrika brachte auch hier eine kleine Atempause. Über die innenpolitischen Maßnahmen des Kaisers ist wenig bekannt. Kirchenpolitisch erfolgte bei einem von Konstantin einberufenen ökumenischen Konzil die Versöhnung mit dem Papst (681), der die Absage an den Monotheletismus zugrunde lag.
Lediglich den Einfall der Protobulgaren 679 unter dem Bruder Kuwers, dem Khan Asparuch, in die inzwischen großenteils slawisierte Provinz Mösien konnte Konstantin IV. nicht verhindern, so dass er das neu gegründete Bulgarenreich anerkennen musste. 680 erkannte er das Langobardenreich in Italien als eigenständig an. Konstantin starb im Jahr 685; er hinterließ seinen 681 zum Mitkaiser erhobenen Sohn Justinian II. als Alleinherrscher.